# Gryllus nyasa
Gryllus nyasa är en insektsart som beskrevs av Otte, D. och Cade 1984. Gryllus nyasa ingår i släktet Gryllus och familjen syrsor. Inga underarter finns listade i Catalogue of Life.